# Ignacy Krakowski
Ignacy Krakowski (ur. 24 listopada 1920 w Osieczy, zm. 23 listopada 2000) – polski górnik i działacz socjalistyczny, poseł na Sejm PRL IV kadencji.

## Życiorys
Uzyskał wykształcenie podstawowe, z zawodu ślusarz. W czasie okupacji niemieckiej wywieziony na roboty przymusowe w okolice Lipska, trwające około pół roku. Po powrocie do Polski powrócił do pracy w tartaku w Koninie w charakterze pomiarowego, a kilka lat później został zatrudniony jako stolarz-cieśla w Państwowym Przedsiębiorstwie Budowlanym. Następnie pracował w Kopalni Węgla Brunatnego „Konin”. W latach 50. podjął naukę w szkole średniej, którą jednak zlikwidowano. W październiku 1958 zdobył uprawnienia operatora koparki, po czym został przodowym. Na emeryturę odszedł w 1977.
W 1946 wstąpił do Polskiej Partii Socjalistycznej oraz został działaczem związkowym. Od 1948 należał do Polskiej Zjednoczonej Partii Robotniczej, w 1952 ukończył szkołę partyjną w Poznaniu i objął funkcję instruktora organizacyjnego komitetu powiatowego PZPR w Koninie. Przez dwa lata był społecznym przewodniczącym Powiatowej Komisji Kontroli Partyjnej, a w 1964 został delegatem na zjazd PZPR, po czym w kopalni powierzono mu funkcję II sekretarza komitetu zakładowego. W 1965 uzyskał mandat posła na Sejm PRL IV kadencji w okręgu Gniezno, w trakcie kadencji zasiadał w Komisji Przemysłu Ciężkiego, Chemicznego i Górnictwa.
Odznaczony Złotym Krzyżem Zasługi (1968).

## Życie prywatne
Był żonaty z Zofią, mieli dzieci (które także podejmowały pracę w kopalni): Zbigniewa, Halinę (z męża Palowską), Jerzego, Barbarę (z męża Lewandowską) i Piotra. Przebył cztery zawały, zmarł na raka kości.